# Escorte royale à cheval
L'Escorte royale à cheval (en néerlandais : Koninklijk escorte te paard, d'où son abréviation ERKE pour Escorte Royale Koninklijke Escorte) est une unité de la police fédérale belge, dite temporaire, activée chaque fois qu'il lui faut escorter le roi, comme par exemple lors de la fête nationale belge ou lors d'événements protocolaires tels que des visites de souverains et présidents étrangers et présentations d'ambassadeurs.
C'était autrefois une unité de la gendarmerie belge.

## Historique

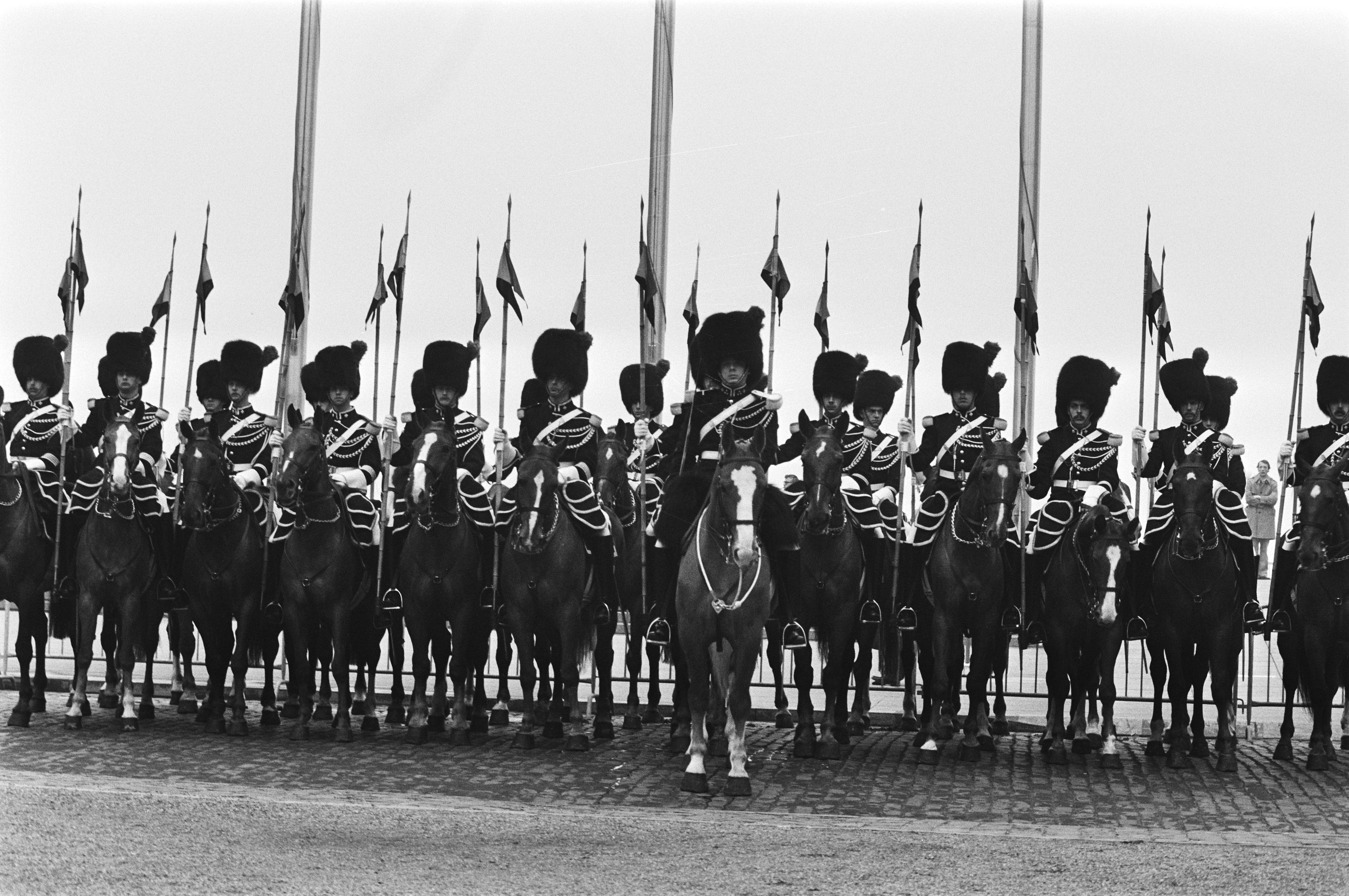
L'escorte royale à cheval lors de la visite officielle de la reine Béatrix des Pays-Bas en 1981.

Depuis Léopold Ier, une unité de cavalerie est chargée d'escorter le souverain lors de déplacements officiels. Lors de la mécanisation de l'armée belge, cette mission a été confiée à la Gendarmerie. L'Escorte royale à cheval fut ainsi créée le 6 août 1938.
En mai 2023, le roi Philippe, accompagné de plusieurs ministres, visite l’Escorte royale à cheval et ses nouvelles installations dans le haras de Wisbecq à Rebecq en province de Brabant wallon .

## Les cavaliers

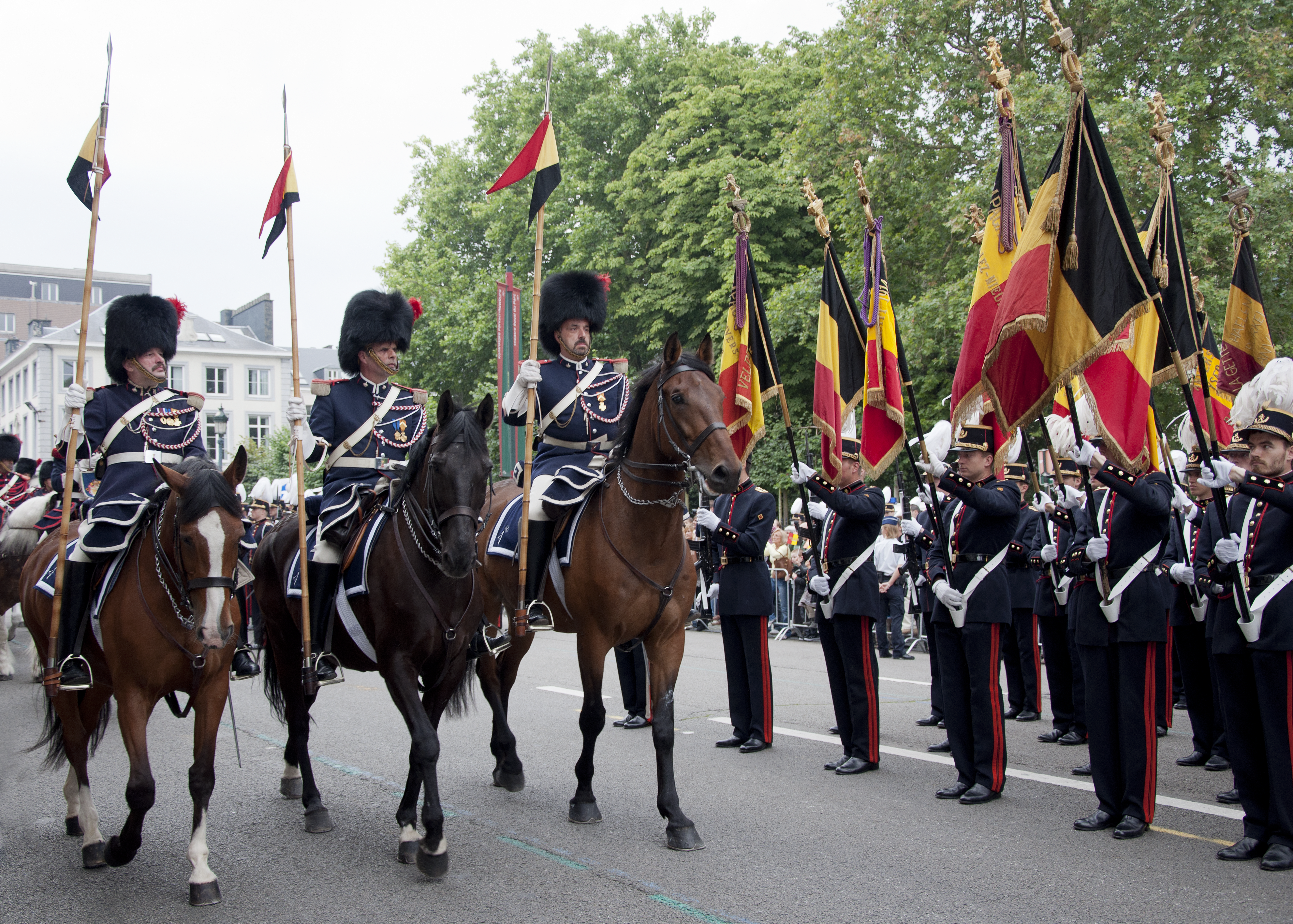
L'escorte royale à cheval lors de la fête nationale à Bruxelles, Belgique, 21 juillet 2011.

Depuis la disparition de la Gendarmerie à la suite de la réforme des polices de Belgique en 2001, les 132 cavaliers proviennent du Service de Cavalerie de la Police fédérale et du personnel des Zones de Police locales. Le Commandant de l'Escorte Royale est par ailleurs un Chef de Corps d'une Police locale.
L'uniforme de parade a été dessiné en 1937 par l'artiste peintre James Thiriar qui s'est inspiré du grand uniforme de la gendarmerie d'avant 1914. Il y a quelques différences entre les officiers, les cavaliers et les trompettes.
La coiffure est un bonnet d'ourson à poils noir.
L'armement comprend le sabre droit de la grosse cavalerie, pour les officiers, et la lance en plus pour les cavaliers. La lance porte une flamme (fanion) étroite à deux pointes, reprenant les couleurs nationales. Les couleurs sont disposées en trois triangles. Jaune côté hampe, avec rouge au-dessus et noir au-dessous.

## Les chevaux

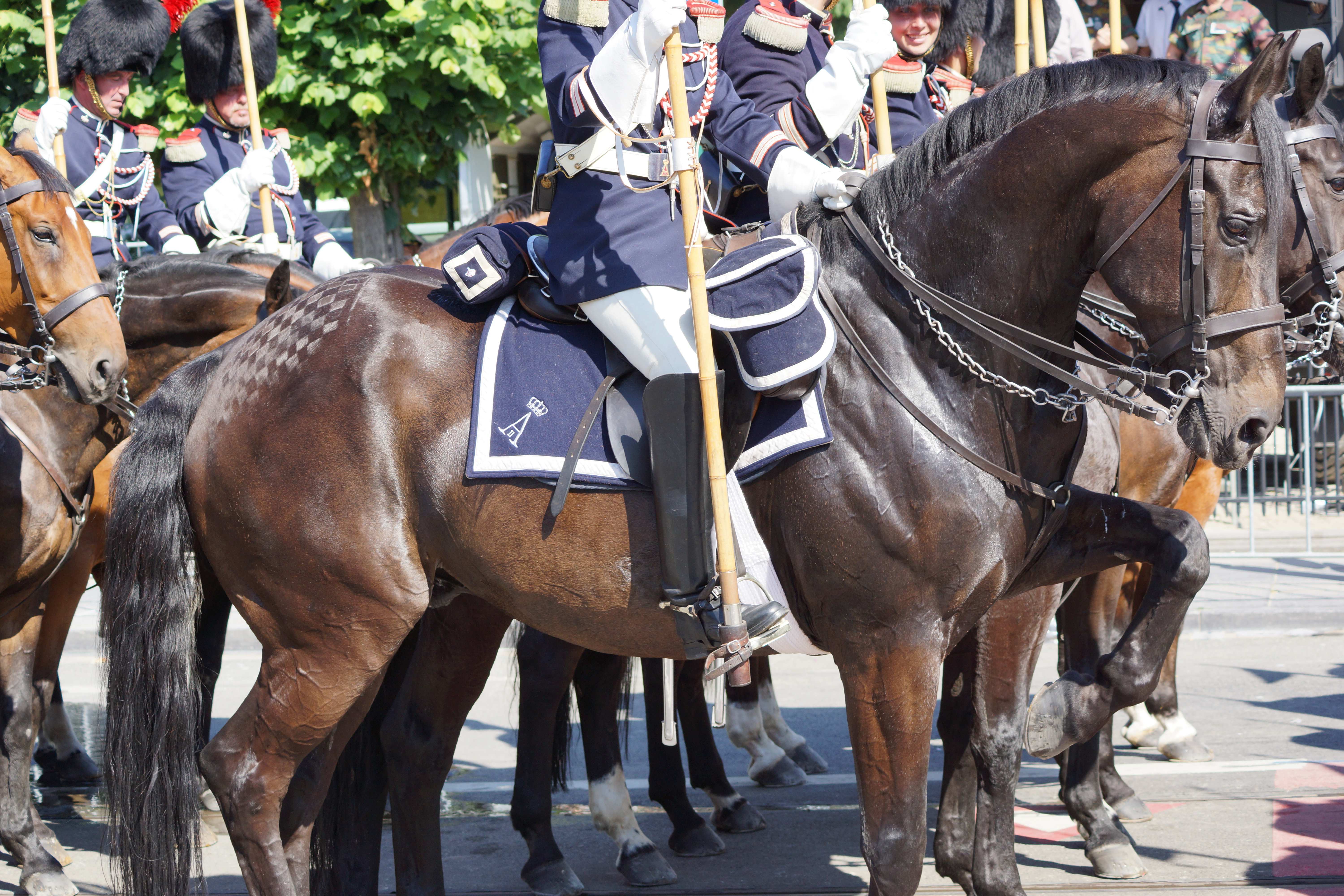
Détail du harnachement d'un cheval de l'Escorte royale à cheval lors du défilé du 21 juillet 2013.

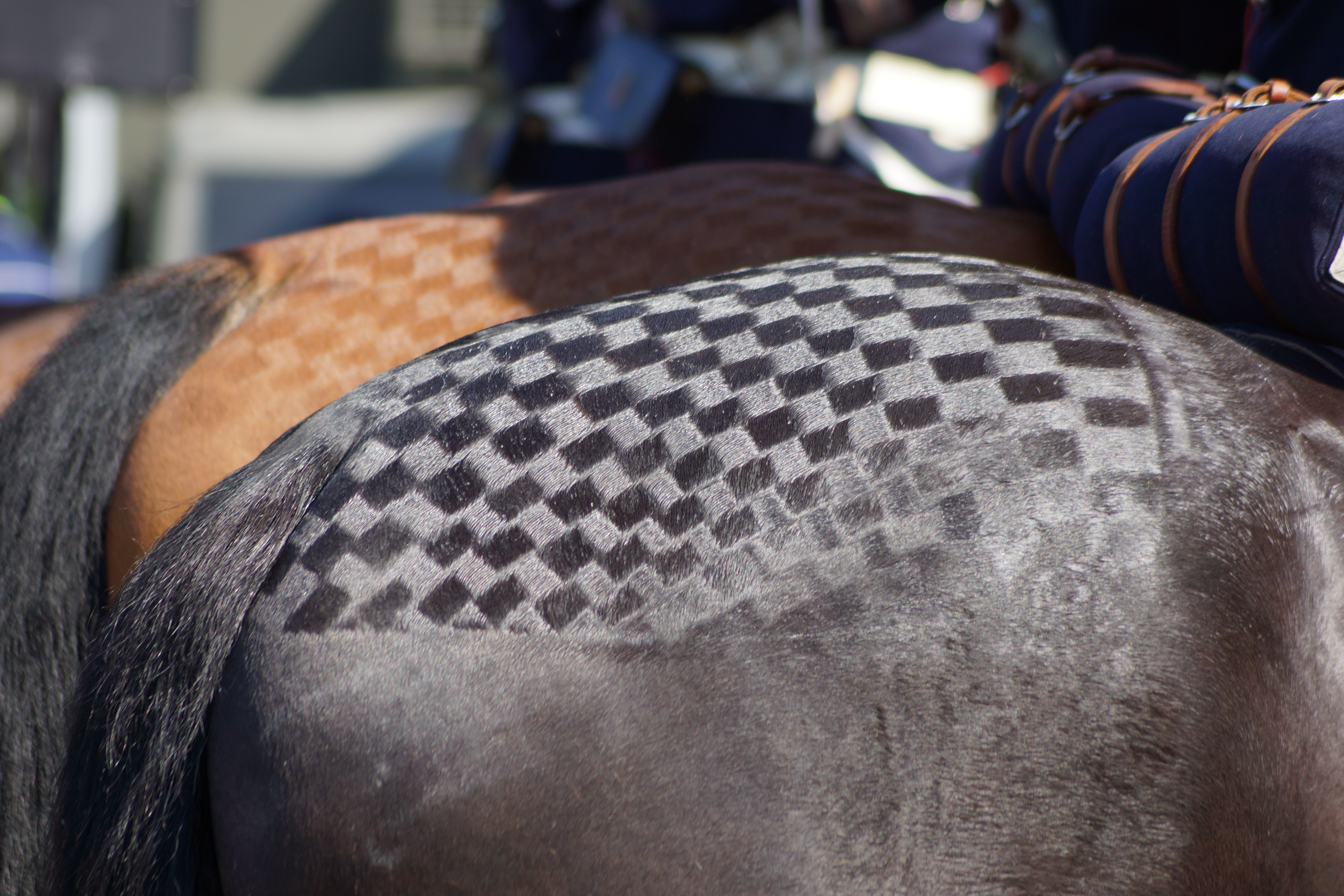
Damier sur la croupe d'un cheval de l'Escorte royale à cheval lors du défilé du 21 juillet 2013.

Les chevaux sont des demi-sang belges. Il s'agit de hongres ou de juments âgés de 3 ans au minimum et d'une taille comprise entre 1,60 et 1,70 m.
Les robes sont harmonisées par peloton.

## Dispositif

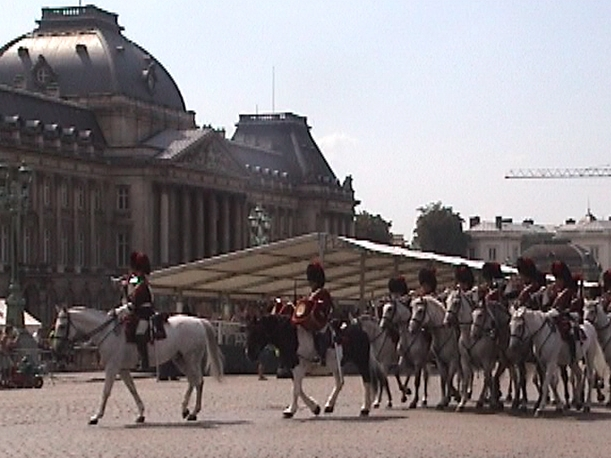
Le timbalier et les trompettes (juillet 2006).

Pour l'escorte du Roi, le dispositif est toujours le suivant :
- flèche avant : 3 lanciers[5],
- trompette-major, cheval gris pommelé, suivi du timbalier, cheval pie,
- corps des trompettes : 12 chevaux gris pommelé en deux rangs,
- 1er escadron (lanciers) à deux pelotons (chevaux bai foncé et alezan brulé),
- le porte-étendard[6] et sa garde : 3 cavaliers,
- le commandant de l'Escorte (à hauteur du roi)[7], son porte-fanion et son estafette,
- le 2e escadron (lanciers) à deux pelotons (chevaux alezan doré et bai clair),
- flèche arrière : 3 lanciers.

## Missions

### Missions protocolaires
L'unité assure l'escorte du roi et celle des ambassadeurs lors de la remise des lettres de créance au chef de l'État (56 cavaliers), et lors de nombreuses cérémonies officielles depuis plus de 85 ans, notamment la Fête nationale ou les visites officielles de chefs d’État étrangers .

### Missions ordinaires

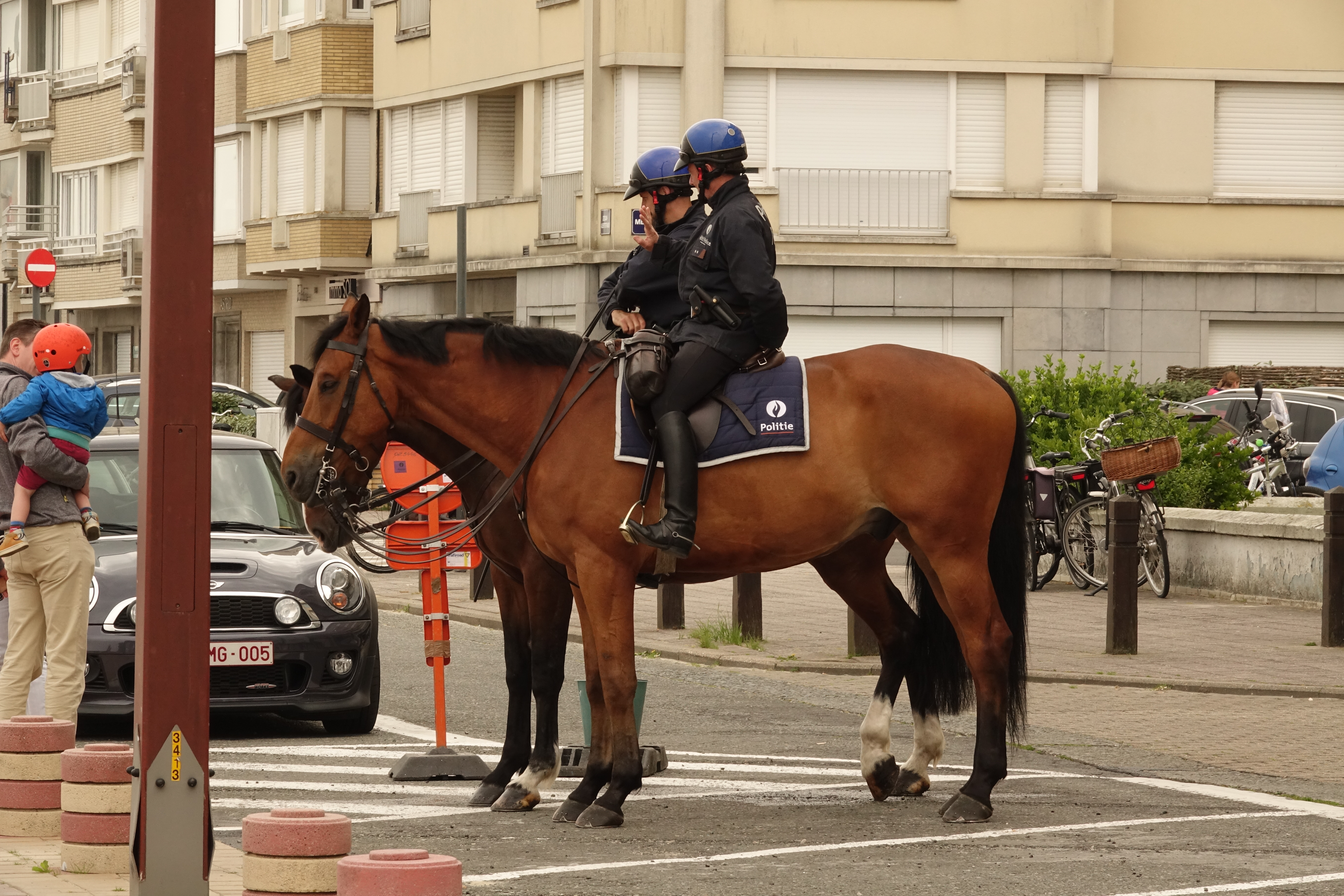
Police fédérale montée à Knokke-Heist le 16 juin 2018.

En tant que membre du Service de Cavalerie de la Police fédérale, les effectifs de l'unité peuvent aussi intervenir pour des missions classiques de maintien de l'ordre — ils assurent ainsi régulièrement, aux côtés des autres cavaliers, le service d'ordre encadrant les matchs de football des compétitions nationales et internationales — ou des missions de patrouille urbaine et de surveillance sur l'ensemble du territoire (forêts, côte, par exemple). Ces policiers peuvent aussi être requis pour des missions à pied, comme la garde statique ou pour le transfert de prisonniers.

## Traditions
Lorsque le Roi se trouve dans l’escorte, les trois cavaliers formant la flèche avant portent leurs lances à l'horizontal vers la gauche. Sinon les lances sont tenues à la verticale.

## Galerie

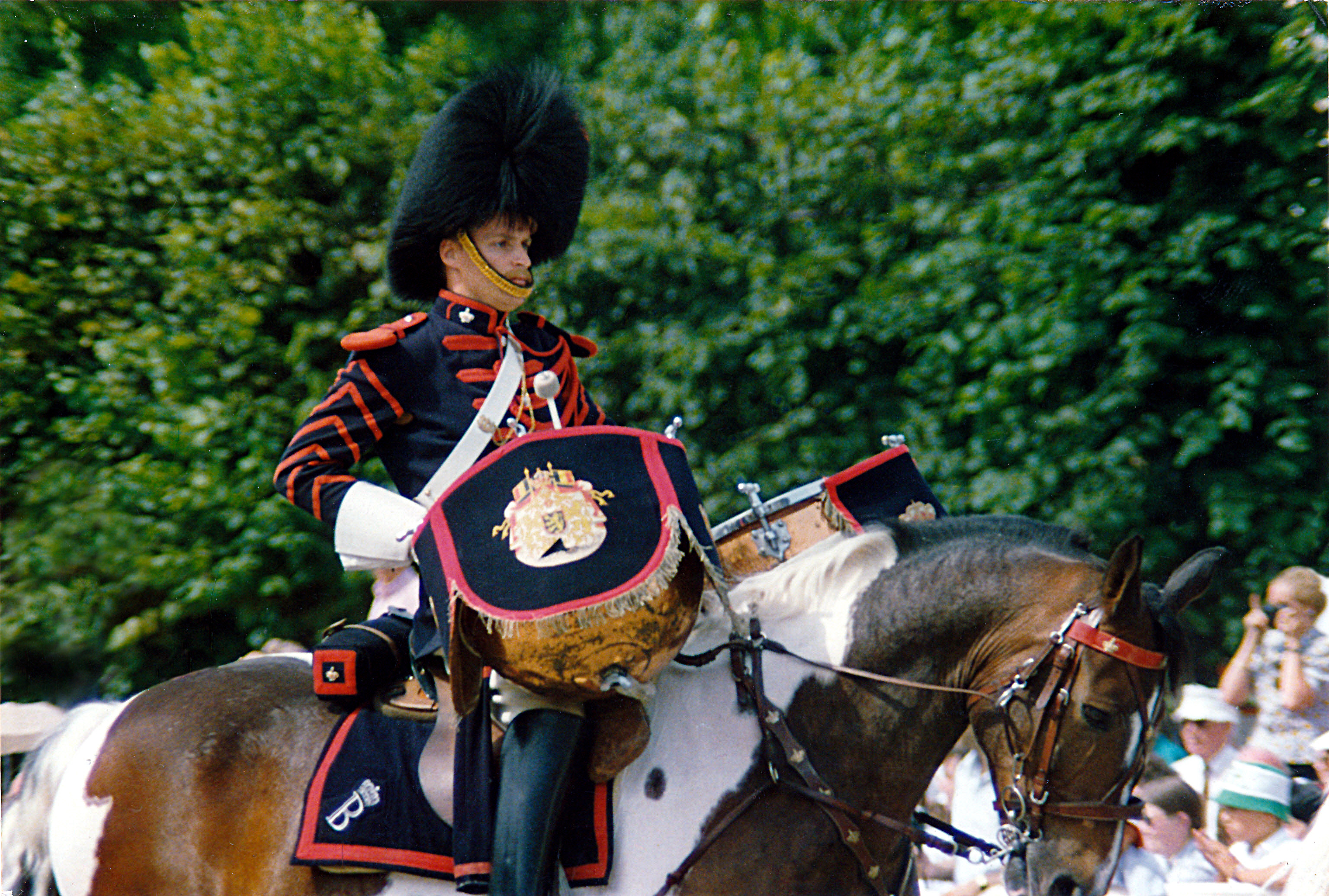
Timbalier de l'Escorte royale à cheval de la gendarmerie belge défilant le jour de la fête nationale du 21 juillet 1989, à Bruxelles.
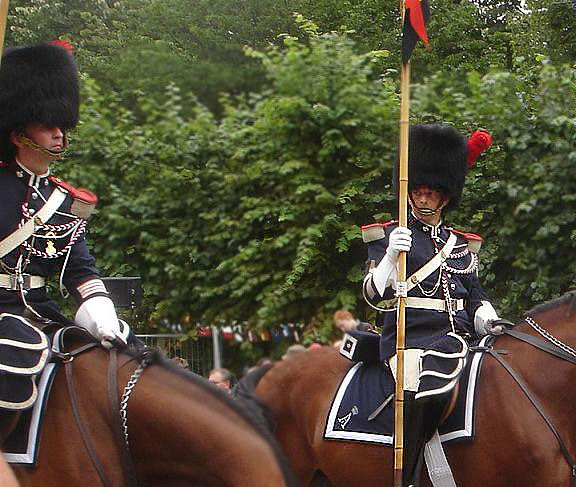
Cavaliers de l'Escorte royale à cheval.
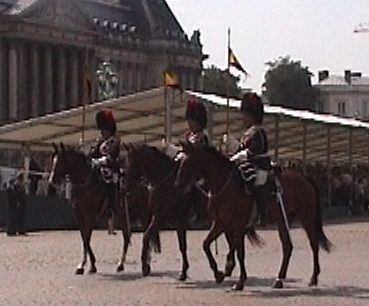
Flèche avant, lors du défilé de la fête nationale du 21 juillet 2006.
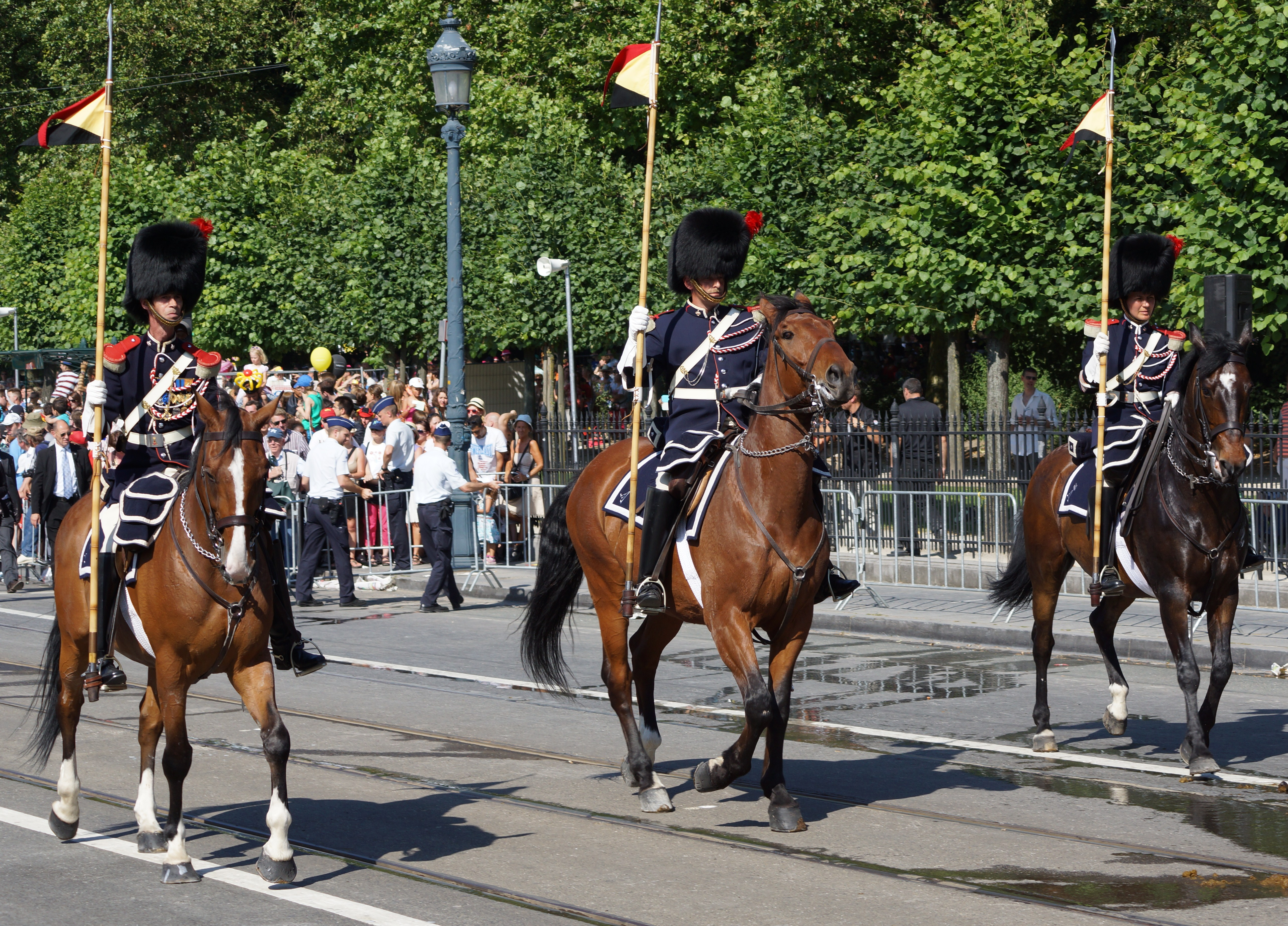
Flèche arrière de l'Escorte royale à cheval lors du défilé du 21 juillet 2013.

## Sources
- Pages dédiées du site de la Police fédérale de Belgique (consultées le 17 mai 2010) :   
  - « L'Escorte royale à cheval »(Archive.org • Wikiwix • Archive.is • Google • Que faire ?)
  - « Communiqué de presse - L'Escorte royale à cheval »(Archive.org • Wikiwix • Archive.is • Google • Que faire ?)